# بديعة مصابني
بديعة مصابني (25 فبراير 1892 - 23 يوليو 1974) راقصة وممثلة سورية/ لبنانية، أقامت مدَّة من حياتها في مصر، وبها كانت شهرتها في الرقص.
أسست فرقة خاصة للرقص والتمثيل المسرحي باسم «فرقة بديعة مصابني» تخرَّج فيها معظمُ الفنانين في ذلك الوقت.

## عن حياتها
ولدت بديعة جورج مصابني في دمشق لأب لبناني وأم سورية، في 25 فبراير 1892 م، وهاجرت مع والدتها جميلة الشاغوري إلى أمريكا الجنوبية لتعود في عام 1919 وتقيم في مصر. تعلمت الغناء والرقص وعاشت أعواماً طويلة فيها، وأتيح لها أن تخرج كثيرا من الفنانين من خلال صالتها، وكانت فرقتها أشبه بمدرسة تخرج فيها عدد كبير من فناني الغناء الاستعراضي ومن أبرزهم فريد الأطرش وتحية كاريوكا وسامية جمال وحورية محمد وببا عز الدين ومحمد عبد المطلب وهاجر حمدي ومحمد الكحلاوي ومحمد فوزي وإسماعيل ياسين. ممن لمعت أسماؤهم في مجال الفن في السينما والمسرح والاستعراض.

### عقد بديعة
وظلت بديعة مصابني تتزعم المسرح الاستعراضي نحو 30 عاما، استطاعت خلالها أن تجمع ثروة طائلة، وتعتبر بديعة فنانة عرفت العز، وإن كان البعض يتهمها بأنها امرأة كانت تفتح صالة للرقص والمجون، ولكن بديعة كانت تعاني من 3 عُقد.
الأولى أنها تعرضت للتحرش حين كان عمرها 7 أعوام، والثانية أنها وهي طفلة كانت تعاني الفقر الشديد مع أمها السورية وأبيها اللبناني ما جعلها تأتي مع أمها إلى مصر وكانت تبحث عن خال ثري لها، لكن بعد رحلة طويلة من البحث والعناء لم تجداه ووجدتا قبره في بلبيس بالشرقية (85 كيلو مترا شرق القاهرة).
أما العقدة الثالثة فهي الخلل العائلي الذي عاشته عندما توفي والدها وهي في سن صغيرة، هجرة أشقائها وتفرقهم في العديد من البلدان. كل ذلك كان من الأمور التي شكلت طبيعة بديعة مصابني. وهي كانت متزوجة من نجيب الريحاني.

### كازينو بديعة مصابني
أُسِّسَ كازينو بديعة مصابني في ميدان الأوبرا سنة 1929 ويُعتبر الكازينو بمثابة أكاديمية للفنون تَخرَّج منها أكبر نجوم الفن في ذلك الوقت وكان من رُوَّاد الكازينو الأدباء والفنانين يتَّخدون من الحديقة مكانا لندواتهم ولقاءاتهم وكان الأديب نجيب محفوظ يقيم ندوة أسبوعية فيه، وغنَّى في مسرح الكازينو كبار المطربين في بداياتهم ورقصت عليه سامية جمال وتحية كاريوكا وحورية محمد سنة 1934صور إعلان للكازينو ترقص فيه بديعة وتغني مع فرقتها وكان يعرض في القاعات السينمائية قبل الأفلام ليروِّج للكازينو وكان من رواده الأوائل الملك فاروق.

### أهم نجوم الفن في كازينو بديعة مصابني
كان كازينو بديعة مصابني أكاديمية للفنون وقد تخرَّج منها كبار نجوم الفن أمثال (بشارة واكم، محمد فوزي، سامية جمال، فريد الأطرش، إسماعيل ياسين، تحيَّة كاريوكا، زينات صدقي، هاجر حمدي، حورية محمد، بيبا عز الدين، محمد الكحلاوي، محمد عبد المطلب، حكمت فهمي....وقد صار هؤلاء النجوم من أكبر النجوم في مصر وعموم الوطن العربي.

### زواجها
تزوجت بديعة من نجيب الريحاني سنة 1925 حتى سنة 1949 قبل وفاته بأشهر وقد لعب نجيب الريحاني دورا فنيا كبيرا في حياة بديعة مصابني وقد شكلا ثنائيا كبيرا في أكثر من عمل مسرحي وتجولا في أنحاء العالم.

### أفلام بديعة للإنتاج السينمائي
أسست بديعة مصابني هذه الشركة سنة 1936 حيث قامت بإنتاج فيلم ملكة المسارح والذي قامت ببطولته هي بنفسها مع مجموعة من الفنانين لكنه لم ينجح وفشل ولأن بديعة كانت قد أخدت المال من البنك فقد حجزت الضرائب على ممتلكاتها فأقفلت الشركة ولم تكمل بديعة مشوارها في الإنتاج السينمائي وبقيت في المسرح مع فرقة نجيب الريحاني.

## السينما
قدمت من خلال المسرح العديد بمساعدة جورج أبيض، وأيضًا في السينما وقدمت أفلام عديدة كما أنتجت فيلم ملكة المسارح الذي لم يحقق أي نجاح فحجزت الضرائب على ممتلكاتها من أفلامها:
- ابن الشعب - 1934.
- ملكة المسارح - 1936.
- الحل الأخير- 1937.
- ليالي القاهرة - 1939.
- فتاة متمردة - 1940.
- أم السعد - 1946.

## المسرح
- عملت بديعة مصابني مجموعة كبيرة من المسرحيات وقد كانت تغني في البداية بين فصول المسرحيات مع فرقة جورج أبيض وبعدها انضمت إلى فرقة نجيب الريحاني وصارت بطلة لمجموعة من المسرحيات كان أولها مسرحية ««الليالي الملاح»» وآخرها مسرحية "" كافيار وعدس "" وقد كانت بطلتها جميعها وكان يشاركها البطولة فيا نجيب الريحاني وقد قدمت المسرحيات التالية:
- مسرحية «ريا وسكينة»
- مسرحية«أنا وأنت»
- مسرحية «مراتي في الجهادية»
- مسرحية «المراكز دي برابولا»
- مسرحية«الليالي الملاح»
- مسرحية«الشاطر حسن»
- مسرحية «أيام العز»
- مسرحية «الفلوس ومجلس الانس»
- مسرحية «البرنسيسة»
- مسرحية «كافيار وعدس» وهي آخر مسرحياتها سنة 1974 بعد غياب طويل عن المسرح.

## الأغاني
- غنت بديعة مجموعة كبيرة من الأغاني والاستعراضات في (الكازينو) الخاص بها، وفي المسرحيات مع فرقة نجيب الريحاني، وسجلت (أسطوانات) خاصة بها وقدمت الأغاني الآتية:
- جوّزني يا بابا
- الغيرة يا نار الغيرة
- الشارلستون
- في الظلمة.
- القطن
- بس بس نو
- إدي بديعة
- الغيرة نار
- البدر طلع غنّوا له
- الحظ المستشفى زعلان
- رقص بديعة
- خدو بالكم من قولي
- مزيكة بديعة
- غني يا بلابل
- يا أهل القانون
- ياما سهرت ليالي عليك
- هاتلي شمعة تنورلي
- من اللي كبس طربوشه
- بريه من الأفندي
- تقل بغدده

## بديعة مصابني في الشاشة
- فِلم بديعة مصابني، إنتاج 1975 بطولة نادية لطفي التي أدت دور بديعة مصابني.
- مسلسل زمن عماد الدين، إنتاج 2002 أدت شخصيتها الممثلة إيمان باقي.
- مسلسل كاريوكا، إنتاج 2012 عن حياة الفنانة تحية كاريوكا وجسَّدت دور بديعة فيه الفنانة فادية عبد الغني.
- مسلسل أبو ضحكة جنان، إنتاج 2009 عن حياة إسماعيل ياسين وجسدت دورها الفنانة كارمن لبس.
- برنامج لقاء مستحيل، وهو برنامج لتقليد الشخصيات عُرض في رمضان سنة 2010 أدت شخصيتها فيه الراقصة دينا.

## فِلم بديعة مصابني
يروي الفيلم في تفاصيله قصة حياة بديعة مصابني بطريقة الفلاش باك، حيث يستعرض الفيلم قصة حياة بديعة مصابني من الشيخوخة وهي تحكي قصة حياتها لإحدى الفتيات، وتبدأ القصة منذ طفولتها مرورا باغتصابها في بلدتها في لبنان، وهجرتها إلى مصر وعملها كمطربة وراقصة، وزواجها بنجيب الريحاني وانفصالهما، وافتتاحها لكازينو بديعة مصابني ثم حجز الضرائب على الكازينو فتضطر لبيعه إلى ببا عز الدين، وتعود إلى لبنان لتعيش وحيدة حتى وفاتها.
والفيلم مأخود من مذكرات بديعة مصابني. جسدت دور بديعة مصابني الممثلة نادية لطفي. والفيلم من بطولة فؤاد المهندس، كمال الشناوي، نبيلة عبيد، عماد حمدي، حسين إمام، نسرين، نبيل الهجرسي، شفيق جلال ومع مجموعة من كبار الممثلين. أخرج الفيلم حسن الإمام.
عرض الفيلم سنة 1974.

## وفاتها
في يوم 23 يوليو عام 1974 ماتت عن عمر يناهز الثانية والثمانين، وقبل أن تموت وقعت عن الدرَج وأُدخلت مستشفى تل شيحا في زحلة وتركت وراءها إرثًا فنيًّا من الأفلام والمسرحيات والأغاني.

## روابط خارجية
- بديعة مصابني على موقع IMDb (الإنجليزية)
- بديعة مصابني على موقع قاعدة بيانات الأفلام العربية
- بديعة مصابني على موقع قاعدة بيانات الفيلم (الإنجليزية)
- بديعة مصابني عميدة الرقص الشرقي وصاحبة مدرسة الفن الأولى في مصر
- صورة نادرة تجمع بديعة مصابني بمحمد فوزي وتحية كاريوكا